# Gerhard Plankensteiner
Gerhard Plankensteiner (ur. 8 kwietnia 1971 w Sterzing) – włoski saneczkarz pochodzący z Tyrolu Południowego, trzykrotny zdobywca miejsca na podium klasyfikacji generalnej Pucharu Świata, dwukrotny medalista mistrzostw świata juniorów, wielokrotny medalista mistrzostw Europy i mistrzostw świata, brązowy medalista igrzysk olimpijskich w Turynie.

## Życie prywatne
Jego rodzicami są Rudi i Barbara. Ma brata Matthiasa i siostrę Petrę.
Od 2009 roku był żonaty z niemiecką saneczkarką i bobsleistką, Susi Erdmann.

## Kariera
Do reprezentacji Włoch trafił w 1986 roku. Pierwszy sukces w karierze osiągnął w 1988 roku, kiedy zdobył brązowy medal w konkurencji jedynek podczas mistrzostw świata juniorów w Olang. W następnym roku, na mistrzostwach świata w Winterbergu zdobył złoty medal w konkurencji drużynowej. Osiągnięcie to powtórzył w 1990 roku w konkurencji jedynek podczas mistrzostw świata juniorów w Winterbergu. W tej konkurencji wystartował także na rozgrywanych dwa lata później igrzyskach olimpijskich w Albertville, na których zajął 11. miejsce oraz na mistrzostwach Europy w Winterbergu, które przyniosły mu 8. miejsce. Na następujących mistrzostwach świata: w 1991 roku w Winterbergu, w 1993 roku w Calgary i w 1996 roku w Altenbergu zdobywał brązowe medale w konkurencji drużynowej, ponadto na tych ostatnich wywalczył również brąz w dwójkach, w których startował z Oswaldem Haselriederem, będącym od rozgrywanych w 1995 roku mistrzostw świata w Lillehammer (14. miejsce w dwójkach) jego stałym partnerem w tej konkurencji. W 1996 roku zdobył srebrny medal w konkurencji dwójek i brązowy medal w konkurencji drużynowej podczas mistrzostw Europy w Siguldzie, a także brązowe medale w obu tych konkurencjach na mistrzostwach świata w Altenbergu.
Rozgrywane w 1997 roku mistrzostwa świata w Innsbrucku przyniosły mu 5. miejsce w konkurencji dwójek oraz brązowy medal za konkurencję drużynową. Rok później, zarówno na igrzyskach olimpijskich w Nagano, jak i mistrzostwach Europy w Oberhofie zajął 6. miejsce w konkurencji dwójek. W 2000 roku zajął 4. miejsce w konkurencji dwójek, a także zdobył brązowy medal za konkurencję drużynową na mistrzostwach Europy w Winterbergu. Osiągnięcie to powtórzył w konkurencji dwójek na przeprowadzonych w 2002 roku mistrzostwach Europy w Altenbergu; rozgrywane w tym samym roku igrzyska olimpijskie w Salt Lake City przyniosły mu 7. miejsce w konkurencji dwójek. W 2006 roku, na mistrzostwach Europy w Winterbergu zajął 6. miejsce w konkurencji dwójek, z kolei na igrzyskach olimpijskich w Turynie osiągnął największy sukces w karierze, kiedy wraz z Oswaldem Haselriederem zdobył brązowy medal w konkurencji dwójek - lepsi od nich okazali się tylko Austriacy Andreas i Wolfgang Linger oraz dwójka niemiecka: André Florschütz/Torsten Wustlich. W 2008 roku, na mistrzostwach Europy w Cesanie zajął 3. miejsce zarówno w konkurencji drużynowej, jak i dwójek; rozgrywane w tym samym roku mistrzostwa świata w Oberhofie przyniosły mu z kolei 4. miejsce w konkurencji dwójek. Rok później wywalczył złoty medal w konkurencji dwójek na mistrzostwach świata w Lake Placid. Na rozgrywanych w 2010 roku igrzyskach olimpijskich w Vancouver zajął 9. miejsce w konkurencji dwójek.
Od 1991 roku startował w zawodach Pucharu Świata, przez pierwsze dwa sezony w konkurencji jedynek. W późniejszych latach, jeżdżąc z Oswaldem Haselriederem w konkurencji dwójek odniósł pięć zwycięstw: w 1995 roku w Sankt Moritz, w 1997 roku w Nagano, w 2003 roku w Oberhofie, w 2007 roku w Siguldzie i w 2008 roku w Innsbrucku. Oprócz tego dziewięć razy zdobywał wraz z nim 2. miejsce i siedemnaście razy 3. miejsce. W klasyfikacji generalnej sezonu 1996/1997 zajęli 2. miejsce, zaś sezony 1997/1998 i 2006/2007 ukończyli na najniższym stopniu podium.
We wrześniu 2010 roku Gerhard Plankensteiner zakończył karierę.

## Osiągnięcia

### Igrzyska olimpijskie
| Rok  | Miejsce        | Jedynki | Dwójki |
| ---- | -------------- | ------- | ------ |
| 1992 | Albertville    | 11.     | –      |
| 1998 | Nagano         | –       | 6.     |
| 2002 | Salt Lake City | –       | 7.     |
| 2006 | Turyn          | –       | 3.     |
| 2010 | Vancouver      | –       | 9.     |

### Mistrzostwa świata
| Rok  | Miejsce     | Dwójki | Drużyna mieszana |
| ---- | ----------- | ------ | ---------------- |
| 1989 | Winterberg  | –      | 1.               |
| 1991 | Winterberg  | –      | 3.               |
| 1993 | Calgary     | –      | 3.               |
| 1995 | Lillehammer | 14.    | –                |
| 1996 | Altenberg   | 3.     | 3.               |
| 1997 | Innsbruck   | 5.     | 3.               |
| 2001 | Calgary     | 4.     | –                |
| 2003 | Sigulda     | 6.     | –                |
| 2004 | Nagano      | 7.     | –                |
| 2005 | Park City   | 5.     | –                |
| 2007 | Innsbruck   | 6.     | –                |
| 2008 | Oberhof     | 4.     | –                |
| 2009 | Lake Placid | 1.     | –                |

### Mistrzostwa Europy
| Rok  | Miejsce    | Jedynki | Dwójki | Drużyna mieszana |
| ---- | ---------- | ------- | ------ | ---------------- |
| 1992 | Winterberg | 8.      | –      | –                |
| 1996 | Sigulda    | –       | 2.     | 3.               |
| 1998 | Oberhof    | –       | 6.     | –                |
| 2000 | Winterberg | –       | 4.     | 3.               |
| 2002 | Altenberg  | –       | 3.     | –                |
| 2006 | Winterberg | –       | 6.     | –                |
| 2008 | Cesana     | –       | 3.     | 3.               |

### Puchar Świata

#### Miejsca w klasyfikacji generalnej
| Sezon     | Miejsce |
| --------- | ------- |
| 1991/1992 | 16.     |
| 1992/1993 | 10.     |
| 1993/1994 | –       |
| 1994/1995 | 5.      |
| 1995/1996 | 4.      |
| 1996/1997 | 2.      |
| 1997/1998 | 3.      |
| 1998/1999 | 7.      |
| 1999/2000 | 5.      |
| 2000/2001 | 6.      |
| 2001/2002 | –       |
| 2002/2003 | 6.      |
| 2003/2004 | 5.      |
| 2004/2005 | 7.      |
| 2005/2006 | 7.      |
| 2006/2007 | 3.      |
| 2007/2008 | 6.      |
| 2008/2009 | 5.      |
| 2009/2010 | 6.      |

## Odznaczenia
- Order Zasługi Republiki Włoskiej – Włochy, 9 marca 2006[10]